# Dorfkirche Schöneweide

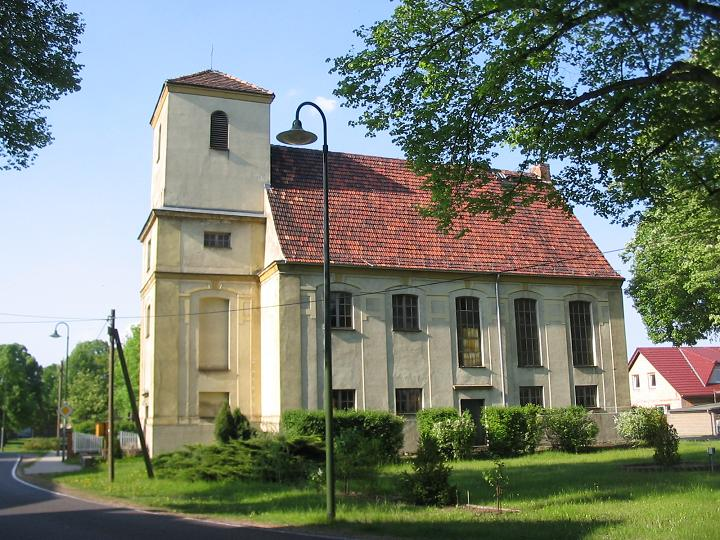
Dorfkirche Schöneweide

Die evangelische Dorfkirche Schöneweide ist eine barocke Saalkirche in Schöneweide, einem Ortsteil der Gemeinde Nuthe-Urstromtal im
Landkreis Teltow-Fläming im Land Brandenburg. Die Kirchengemeinde gehört zum Kirchenkreis Zossen-Fläming der Evangelischen Kirche Berlin-Brandenburg-schlesische Oberlausitz.

## Lage
Die Lindenstraße führt von Westen kommend auf den historischen Dorfanger zu. Dort zweigt sie in südlicher Richtung ab, während die Straße Dorfplatz nach Osten verlaufend den Anger umspannt. Im südlichen Bereich des Angers und dort östlich der Lindenstraße steht das Bauwerk auf einem Grundstück, das nicht eingefriedet ist.

## Geschichte
Das Bauwerk wurde im Jahr 1753 errichtet. Im Zweiten Weltkrieg brannte das Bauwerk nach einem Beschuss im Jahr 1945 aus und wurde 1954 restauriert. 2016 sanierten Handwerker die Fassade; 2017 ließ die Kirchengemeinde das Harmonium restaurieren.

## Baubeschreibung
Das Bauwerk wurde im Wesentlichen aus Mauersteinen errichtet, die anschließend verputzt wurden. Der Chor ist gerade und nicht eingezogen. Er fußt auf einem ebenfalls verputzten, umlaufenden Sockel. Die Ecken werden durch Lisenen betont, die bis in den Giebel hinaufreichen und dadurch ein Feld aufspannen. Dieses ist nochmals durch zwei breite Lisenen betont; dazwischen ein gedrückt-segmentbogenförmiges Fenster. Im Giebel ist ein Kreisfenster, das mit einem Kreuz verziert wurde. In Richtung Dachfirst sind sechs halbkreisförmige, ineinandergreifende Bögen, die als Blenden ausgeführt sind. Im unteren Bereich wurden drei Blenden angeordnet, darüber zwei und eine im First. Darauf ist ein Schornstein.
Das Kirchenschiff hat einen rechteckigen Grundriss. Die Fassade ist auch hier mit Lisenen gegliedert. An der Nordseite sind von Osten her gesehen zunächst zwei große und gedrückt-segmentbogenförmige Fenster. Darunter ist jeweils ein kleines, rechteckiges Fenster. Mittig ist unterhalb des dritten Fensters eine rechteckige Pforte mit einer halbkreisförmigen Blende, in die ein Kreuz eingearbeitet ist. Nach Westen hin sind die oberen Fenster deutlich kleiner, um eine im Innenraum befindliche Empore aufzunehmen. Darunter sind jeweils wieder zwei kleine Fenster. Die Südseite der Fassade ist identisch aufgebaut. Die Westwand des Schiffs ist fensterlos.
Der Westturm ist quadratisch und gegenüber dem Schiff stark eingezogen. Er kann von einer großen Pforte von Westen her betreten werden. An der Nord- und Südseite ist jeweils eine rechteckige Blende. Darüber ist an jeder Seite jeweils eine weitere Blende, die die Form der Fenster aufnimmt. An der Westseite ist ein kleines Fenster. Oberhalb ist ein umlaufendes Gesims, das in Höhe der Dachtraufe des Schiffs angebracht wurde. Im mittleren Geschoss ist an der Westseite ein weiteres, rechteckiges Fenster, während an der Nord- und Südseite jeweils ein querrechteckiges Fenster verbaut wurde. Oberhalb eines weiteren Gesimses ist das Glockengeschoss. An den drei zugänglichen Seiten ist je eine segmentbogenförmige Klangarkade, die durch zwei kleinere Öffnungen nach Westen hin ergänzt wird. Darauf ist ein flaches Pyramidendach, das mit einem Kreuz abschließt.

## Ausstattung

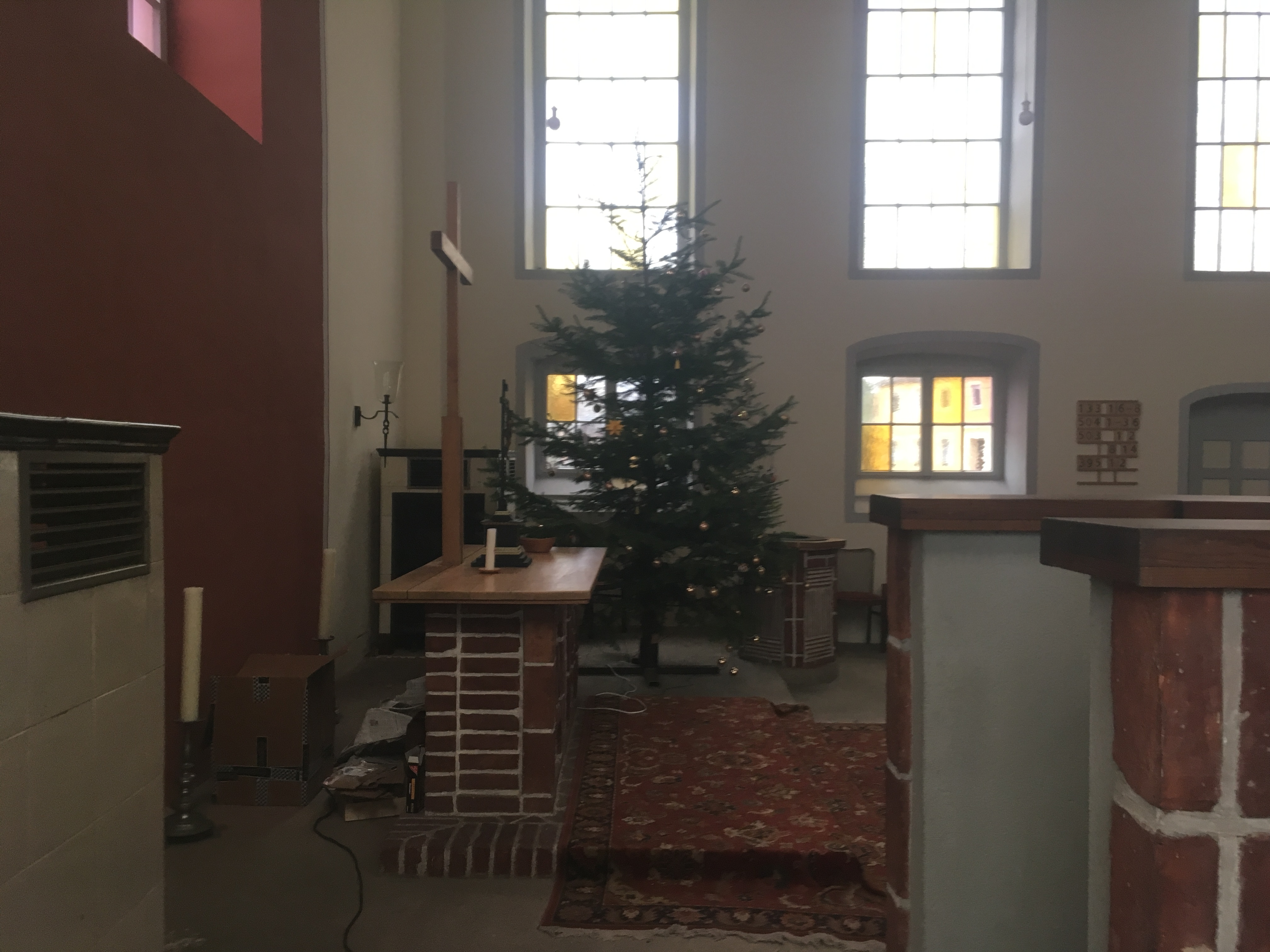
Blick ins Kirchenschiff

Die Kirchenausstattung ist einheitlich modern und stammt aus der Zeit nach dem Zweiten Weltkrieg. Das Bauwerk ist in seinem Innern flach gedeckt. Die Kirchengemeinde baute eine Winterkirche ein und ließ die Empore abtrennen, um die Räume separat nutzen zu können.
Südlich der Kirche erinnert ein Denkmal aus gemauerten Feldsteinen mit drei Gedenktafeln an die Gefallenen der Weltkriege.

## Harmonium
Das Harmonium wurde in den 1920er Jahren von der schwedischen Harmoniumfabrik Olof Lindholm hergestellt. Es wurde im Jahr 2017 restauriert.